# Marginopora vertebralis
Foraminifère-vertèbre, Centime de mer, Bouton de culotte de Neptune, Marginopore vertébral
Espèce
Synonymes
- Orbitolites complanata
- Orbitolites vertebralis

Marginopora vertebralis, le Foraminifère-vertèbre, Centime de mer, Bouton de culotte de Neptune ou Marginopore vertébral, est une espèce de foraminifère-vertèbre de la famille des Soritidae. Elle est originaire du Pacifique tropical et nord de l'océan Indien.

## Publication originale
- H. M. Ducrotay de Blainville, Dictionnaire des Sciences Naturelles, vol. 60, Paris, F. G. Levrault, 1830 (lire en ligne ), p. 377